# Histeroscopia

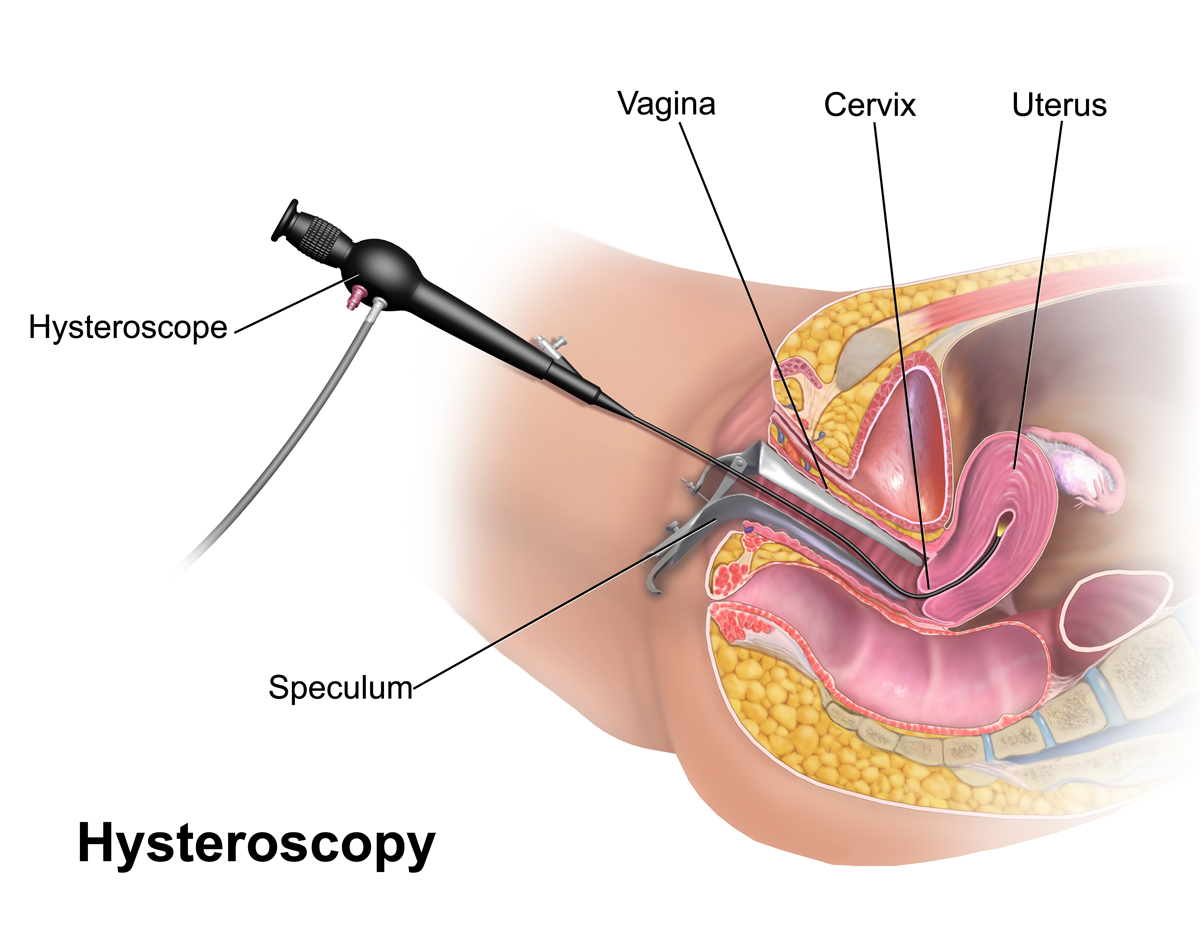
Representação artística da histeroscopia

Histeroscopia é uma técnica da área da Ginecologia que efetua a inspeção médica da cavidade uterina através de endoscopia. Permite o diagnóstico de patologias intrauterinas e serve como método para intervenção cirúrgica.
A histeroscopia diagnóstica é um exame realizado para observar a cavidade uterina e o canal cervical. A grande vantagem é a possibilidade de sua realização em ambulatório sem o uso da anestesia e sem requerer internação/internamento.
Ela permite a visualização direta do interior do útero, com introdução de instrumental e uma ótica via vaginal que varia de 1,2mm a 4mm de diâmetro, podendo ser realizada no próprio consultório. 
Através da vídeo-histeroscopia, introduz-se pela vagina uma fina fibra óptica no canal uterino, que leva luz ao seu interior, bem como um gás (gás carbônico) para distendê-la, tudo controlado pelo histeroflator automático que oferece proteção e segurança quanto à absorção de CO² pela paciente. A utilização do gás está contudo a ser substituída pela utilização de soro fisiológico como meio de distensão, o que é mais seguro e permite além disso a realização de cirurgia histeroscópica com recurso à electrocirurgia bipolar em meio líquido (técnica de "ver e tratar"), um avanço muito importante. À óptica referida acopla-se uma micro câmera, que leva a imagem até um monitor de TV permitindo assim a visualização do canal cervical com uma nitidez magnífica e as patologias existentes neste local. Após o exame a paciente poderá retornar às suas atividades cotidianas normais. Todos os exames são fotografados e por vezes gravados em vídeo.
A este recurso dá-se o nome de histeroscopia diagnóstica.
Indicações diagnósticas:
- Infertilidade.
- Abortamento habitual.
- Sangramento uterino anormal.
- Pólipos.
- Miomas.
- Aderências.
- Espessamento do endométrio.
- Adenocarcinoma do endométrio.

Cavidade uterina visualizada na
histeroscopia diagnóstica
Indicações da Histeroscopia Cirúrgica:
Após a constatação de alguma patologia que tenha necessidade cirúrgica, o médico solicitará uma internação/internamento da paciente para realização da Histeroscopia Cirúrgica, cujo tratamento também poderá ser feito pela via endoscópica. A Vídeo Histeroscopia operatória permite que a cirurgia seja feita através do colo do útero, sem necessidade alguma de incisões ou cortes, em ambiente hospitalar, com internação/internamento de, no máximo, 24 horas.
Apesar de ser realizada da mesma forma que a Histeroscopia Diagnóstica, a Vídeo Histeroscopia operatória exige internação/internamento e anestesia, pois os instrumentos utilizados são mais calibrosos. Mesmo assim o método reduz significativamente o risco de infecção hospitalar e o tempo de recuperação da paciente é mínimo.
Mais recentemente, está em implantação crescente a Histeroscopia Cirúrgica em consultório (Histeroscopia Office), a qual permite, no mesmo tempo, realizar a Histeroscopia Diagnóstica e a Histeroscopia Cirúrgica (técnica de "ver e tratar"), sem recurso a internamento/internação, recobro e sem necessitar de qualquer anestesia. Esta técnica permite à paciente efetuar a sua cirurgia por histeroscopia no consultório e regressar de seguida à sua vida normal, com muito menos riscos e custos. Um avanço recente foi a introdução da Anestesia Histeroscópica, uma técnica de anestesia focal/local, a qual permite anestesiar dentro do canal cervical (colo do útero) e dentro da cavidade uterina, potenciando muito a capacidade da Histeroscopia Office sem anestesia, nalguns casos selecionados. 
A histeroscopia apresenta menos de 1% de complicações cirúrgicas.
Indicações Cirúrgicas: 
- Retirada de miomas
- Retirada de pólipos.
- Retirada de sinéquias (cicatrizes) ou de septos (alteração congênita).
- Ablação do Endométrio (alternativa à histerectomia) para diminuição de hemorragias.
- Remoção de corpo estranho.
- Biópsia dirigida.
- Cateterização/laqueação tubária.